# Hyphoporus bertrandi
Hyphoporus bertrandi is een keversoort uit de familie waterroofkevers (Dytiscidae). De wetenschappelijke naam van de soort is voor het eerst geldig gepubliceerd in 1969 door Vazirani.